# U-514
U-514 — большая океанская немецкая подводная лодка типа IX-C, времён Второй мировой войны.
Заказ на постройку лодки был отдан судостроительной компании «Дойче Верке» в Гамбурге 14 февраля 1940 года. Лодка была заложена 29 апреля 1941 года под строительным номером 310, спущена на воду 18 ноября 1941 года, 24 января 1942 года под командованием капитан-лейтенанта Ганса Юргена Ауфферманна вошла в состав учебной 4-й флотилии. 1 сентября 1942 года вошла в состав 10-й флотилии. Лодка совершила 4 боевых похода, в которых потопила 4 судна (16 329 брт), повредила 2 судна (13 551 брт) и невосстановимо повредила 2 судна (8 202 брт). 8 июля 1943 года потоплена к северо-востоку от испанского мыса Финистерре в районе с координатами 43.37N, 08.59W ракетами с британского самолёта типа «Либерейтор». Все 54 члена экипажа погибли.